# Fluxo magnético

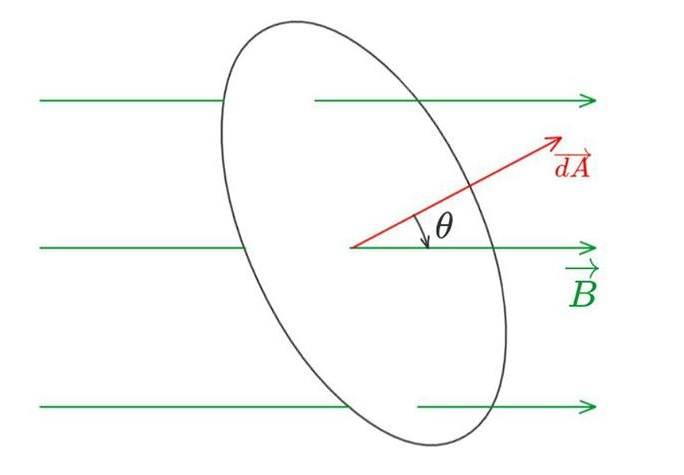
Fluxo magnético através de uma superfície. O campo magnético que atravessa a superfície forma um ângulo com elemento infinitesimal de área (normal à superfície)

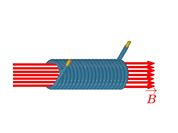
Fluxo magnético através de uma bobina. O fluxo através de cada volta é igual e assim o fluxo total é a soma desses fluxos. Mas é preciso lembrar que essa consideração somente é válida se as voltas estão suficientemente próximas umas das outras.

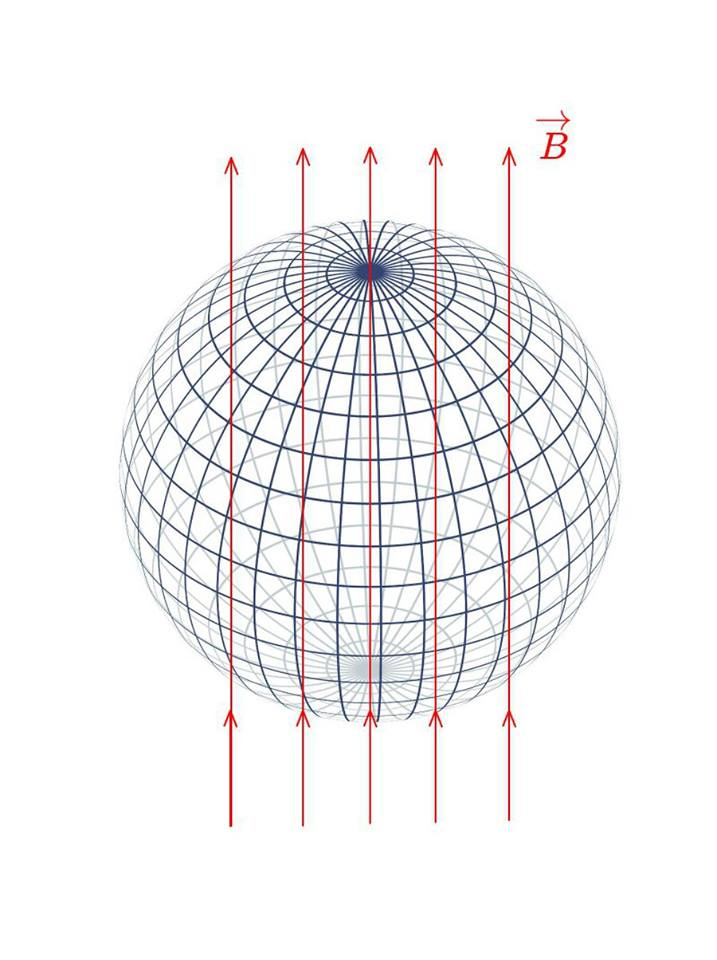
Fluxo magnético através de uma superfície fechada. Pode-se ver que as linhas de campo que entram por um lado da superfície saem pelo outro. Sendo assim, o fluxo magnético resultante é zero.

O fluxo magnético, representado pela letra grega Φ ou ΦB, é análogo ao fluxo elétrico. A unidade no  SI é o weber, unidade equivalente ao tesla-metro quadrado (Tm²), dado que o campo magnético mede-se em tesla (T) e a área em metro quadrado (m²).

## Definição
Por definição, o fluxo do campo magnético {\displaystyle {\vec {B}}} através de uma superfície orientada {\displaystyle {\vec {A}}} é calculado como a integral do produto escalar do vetor campo magnético {\displaystyle {\vec {B}}} pelo elemento diferencial de área {\displaystyle {\vec {dA}}} ao longo de toda a superfície S em consideração.
Matematicamente temos: {\displaystyle \Phi =\int _{S}{\vec {B}}\cdot {\vec {dA}}}

## Casos particulares

### Campo uniforme
Existem situações onde o cálculo acima pode ser simplificado. Isso ocorre quando a superfície, pela qual se tem a passagem das linhas de campo, é plana e {\displaystyle {\vec {B}}} é uniforme (apresenta mesma magnitude e direção) em toda superfície. Nesses casos o fluxo através da superfície será dado por:
{\displaystyle \Phi ={\vec {B}}\cdot {\vec {A}}=BA\cos \theta }
Onde,
{\displaystyle {\vec {A}}} : é o vetor área - sendo este perpendicular à superfície do material imersa no campo magnético.
{\displaystyle {\vec {B}}} : corresponde ao vetor campo magnético.
{\displaystyle \theta } : é o ângulo formado entre o vetor {\displaystyle {\vec {B}}} e vetor área {\displaystyle {\vec {A}}}.
{\displaystyle A,B} : representam os módulos dos vetores correspondentes.
Existem três maneiras de alterar o fluxo que passa através de uma superfície plana:
- Mudar o módulo do campo magnético ({\displaystyle B} );
- Mudar a área {\displaystyle A} da superfície atravessada pelo campo magnético;
- Mudar o ângulo {\displaystyle \theta } entre {\displaystyle {\vec {B}}}  e {\displaystyle {\vec {A}}}.

### Fluxo através de bobinas
Frequentemente se quer obter o fluxo magnético através uma superfície limitada por uma bobina. Se a bobina tem N voltas, então o fluxo total será a soma dos fluxos que passam por cada volta da bobina. Contudo, esse cálculo só pode ser feito se as voltas da bobina foram suficientemente próximas umas das outras para que possam ser consideradas superfícies "limitadas". Sendo assim, para um campo magnético uniforme aplicado sobre a bobina, teremos:
{\displaystyle \Phi =NBA\cos \theta }

## Fluxo através de uma superfície fechada
O fluxo magnético total através de uma superfície fechada S é igual a zero, como prevê a Lei de Gauss para o magnetismo. Isso ocorre pois todas as linhas de campo que entram por um dos lados da superfície saem pelo outro.
Na forma integral temos:
{\displaystyle \Phi =\oint _{S}{\vec {B}}\cdot {\vec {dA}}=0}

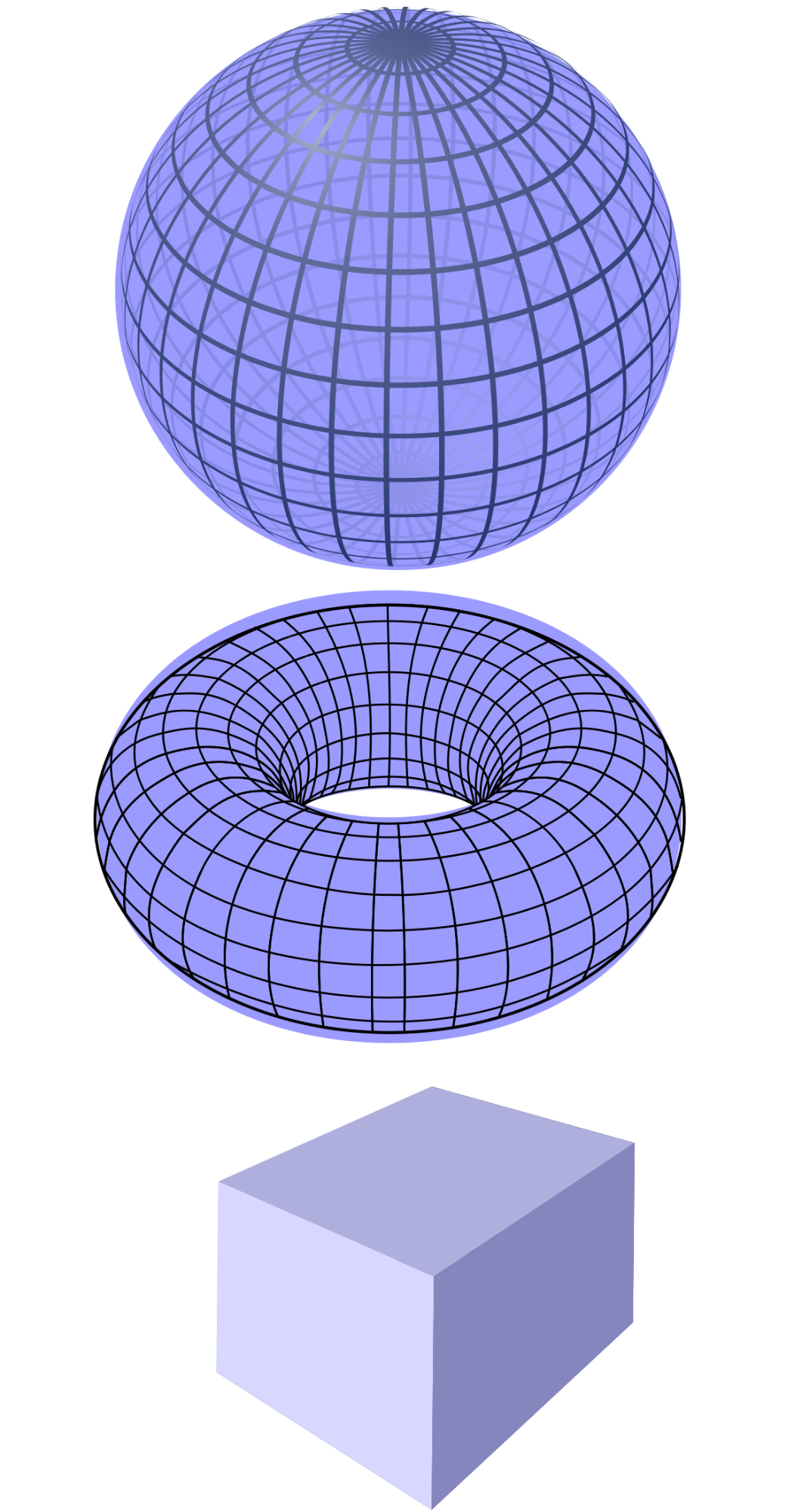
Exemplos de superfícies fechadas.

Dessa equação se pode concluir que o fluxo através de uma superfície fechada independe da superfície em questão (pode ser uma esfera, um cubo, um toroide, etc). 

### Lei de Gauss para o magnetismo
A Lei de Gauss para o magnetismo é uma das equações de Maxwell. Essa lei, na forma diferencial, expressa que o divergente do campo magnético é igual a zero. Isso é uma consequência da inexistência de monopolos magnéticos.
{\displaystyle \nabla \cdot {\vec {B}}=0}

## Variação do fluxo de indução magnética
Se o fluxo magnético que passa através de uma espira condutora sofre uma variação, uma força eletromotriz é induzida nessa espira. Essa observação foi feita por Michael Faraday e foi chamada de lei de indução de Faraday, que é matematicamente expressa por:
{\displaystyle {\mathcal {E}}=-{\frac {\Delta \Phi _{B}}{\Delta t}}}
O sinal negativo se deve à oposição da força eletromotriz à variação do fluxo magnético. Alternativamente, o sinal pode ser definido por meio da lei de Lenz.

### Força eletromotriz gerada em uma bobina
Análogo ao caso do cálculo de fluxo magnético para a bobina, tem-se para {\displaystyle {\mathcal {E}}}:
{\displaystyle {\mathcal {E}}=-N{\frac {\Delta \Phi _{B}}{\Delta t}}}
Esse cálculo somente é válido se as voltas da bobina estiverem suficientemente próximas umas das outras para que o fluxo magnético que as atravessa seja igual.